# Whepstead
Whepstead – wieś w Anglii, w hrabstwie Suffolk. Leży 36 km na północny zachód od miasta Ipswich i 95 km na północny wschód od Londynu.